# Égei-tenger
Az Égei-tenger a Földközi-tenger egyik nyúlványa, mely a görög félsziget és Anatólia között helyezkedik el. A Márvány-tengerrel a Dardanellák, a Fekete-tengerrel a Boszporusz köti össze.

## A név eredete

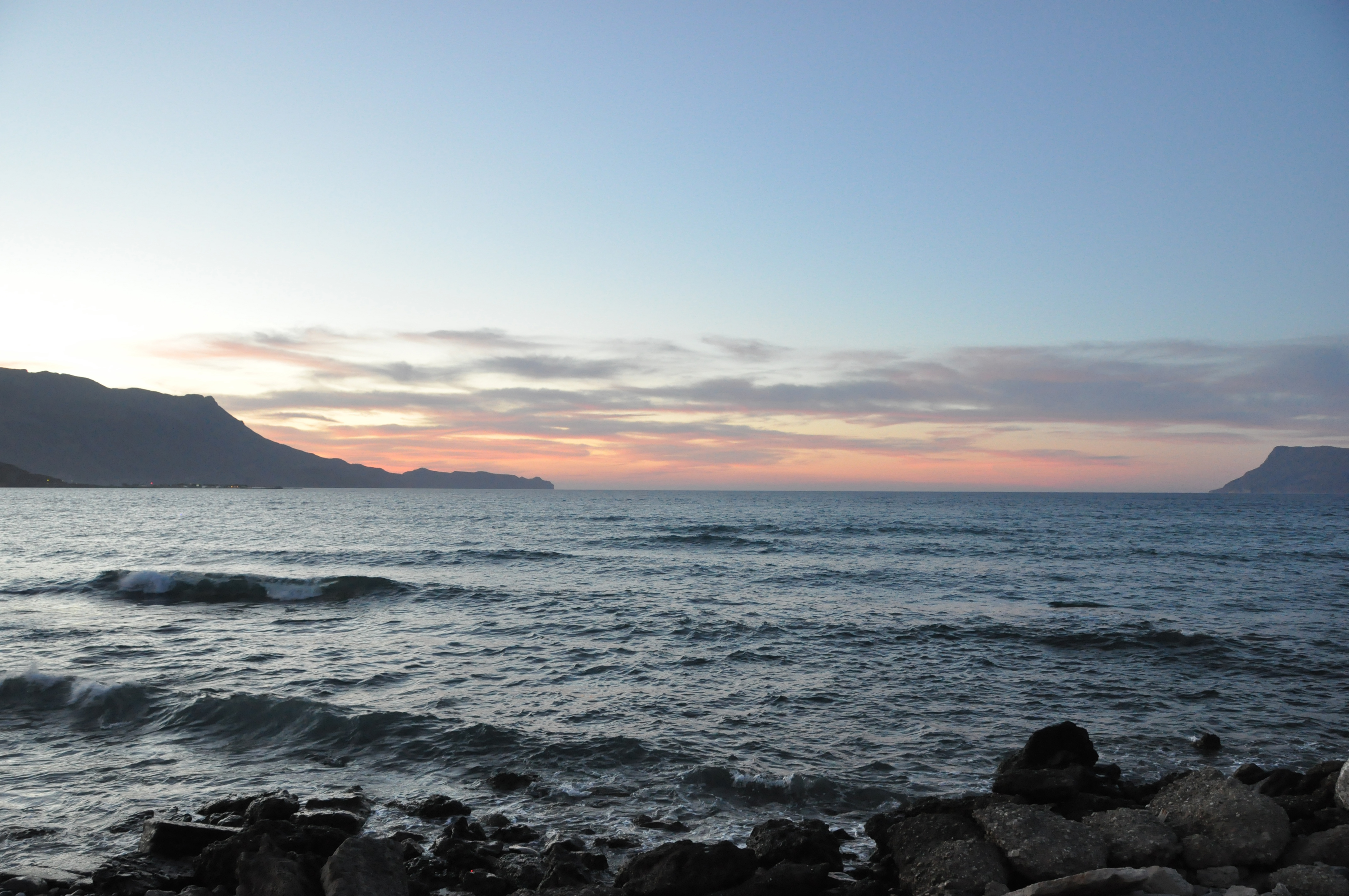
A Kissamos-öböl

Az ókorban többféle magyarázat is létezett a tenger nevének eredetére. Az egyik szerint a nevét Aegae (ma Vergina, Görögország) városáról kapta, vagy Aegearól, az amazonok királynőjéről, aki a tengerbe fulladt. Más verziók szerint Aegeusról, Thézeusz apjáról kapta a nevét, aki a tengerbe ölte magát, mikor fiát halottnak hitte.
A tenger ógörög neve Αἰγαῖον Πέλαγος (Aigaion Pelagos, újgörög nyelven Αιγαίο Πέλαγος, Aigaio Pelagos), török neve Ege Denizi. Levezethetjük még a nevet az egyik ógörög dialektus αἶγες (aiges) szavából, melynek jelentése hullámok (Hészükhiosz; a αἴξ (aix) „kecske” szó metaforikus használatából), innen származik a „hullámos tenger” szó. De lehetséges az is, hogy a αἰγιαλός (aigialos) „part” szóból származik.

## Története
A tenger partján két ősi civilizáció is született, az egyik a krétai Minosz civilizáció, a másik a peloponnészoszi Mükéné civilizáció. Később olyan városállamok épültek a partján, mint Athén és Spárta. Később a területen perzsák, rómaiak, bizánciak, velenceiek, szeldzsuk törökök és oszmánok éltek. Az Égei-tenger volt többek között a demokrácia bölcsője is.

## Földrajz

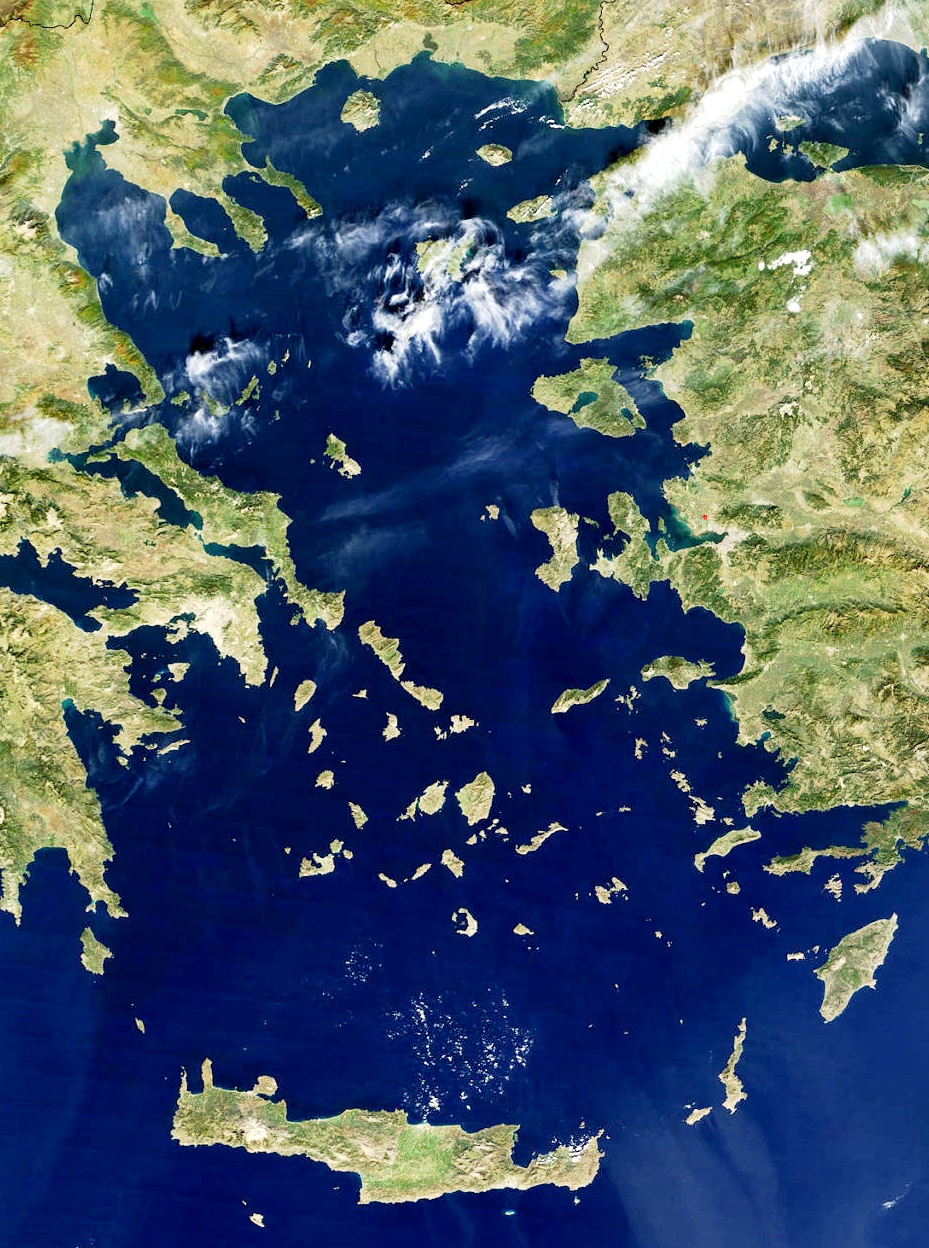
Az Égei-tenger az űrből

A tenger déli-délnyugati része a Krétai-tenger, északi része a Trák-tenger.
Az égei-tengeri szigeteket hét részre oszthatjuk: 
- Északkeleti-Égei-szigetek (Trák-tenger)
- Nyugat-Égei-szigetek (Évia)
- Szporádok (északi)
- Kükládok
- Szaróni-szigetek
- Dodekanészosz (déli szporádok)
- Kréta

Az archipelágó szó eredetileg ezekre a szigetekre vonatkozott. 
Az égei-tengeri szigetek nagy része a szárazföldön húzódó hegyvonulat tagjai. Az egyik hegylánc végigvonul a tengeren egészen Híosz szigetéig, egy másik Évia szigetén át Számoszig, egy harmadik Peloponnészoszon és Krétán át Rodoszig, elválasztva az Égei-tengert a Földközi-tengertől. A szigetek nagy részén csendes, biztonságos öblöket találunk, de a navigálás az Égei-tengeren meglehetősen nehéz. 
A szigetek egy része vulkanikus eredetű, másokon márványt és vasércet bányásznak. A nagyobb szigetek termékeny talajjal rendelkeznek. 
Két viszonylag nagyobb sziget Törökországhoz tartozik: Bozcaada (görögül: Τένεδος Tenedosz) és Gökçeada (görögül: Ίμβρος Imvrosz).